# Fiat Duna
El Fiat Duna (Fiat Premio en Colombia, Ecuador y Venezuela) es un sedán compacto del segmento C producido por el fabricante italiano Fiat entre 1983 y 1996 y producido por él fabricante argentino Fiat entre 1988 y 2001 para el mercado sudamericano. El vehículo se trató de una versión tricuerpo desarrollada para complementar al hatchback Fiat Uno. En Brasil se vendió en versiones de dos y cuatro puertas con el nombre Prêmio. Mientras tanto en Argentina solo se vendió en versión 4 puertas y se lo llamó Fiat Duna. En Venezuela se llamó Fiat Premio y sólo se vendió la versión sedán de 4 puertas.  
Se destacó por su amplio baúl (tenía 503 litros de capacidad), su confiabilidad y robustez. Un elemento destacado fue única escobilla limpiaparabrisas, en vez de las dos tradicionales.
También existió una configuración de carrocería denominada "Alcides", en formato Familiar. Tenía un Cx de 0,34 uno de los más bajos del segmento para los años 1980.

## Historia[1][2]
El Duna fue comercializado en Italia entre 1986 y 1991,en donde también fue vendido bajo las marcas FIAT Duna, versiones sedán y familiar (weekend), e Innocenti Elba (era la misma versión Weekend) al igual que el Fiat Uno brasileño de fines de los años 1990.    
En la Argentina, Sevel Argentina S.A, Lo continuo después de 1991 y fue líder del mercado por unos cinco años. En el período 1990-1995, se vendieron 418.519 unidades, de las cuales 257.559 corresponden al mercado Argentino. El Duna se dejó de fabricar el 14 de enero de 2001. 
En el automovilismo argentino, corrió en TN y Rally, al volante de experimentados pilotos como Jorge Bescham (Campeón Argentino  1988 con este auto), Mario Stillo, Alberto Baldinelli, Norberto Gianré y Ricky Joseph entre otros.
En total el Duna incorporó en Latinoamérica dos restylings sobre la base del diseño inicial: los cambios comprendían luces delanteras más grandes, manteniendo el mismo diseño con el que comercializó dicho vehículo en Italia. En 1992 se modificó la sección frontal al incorporar lámparas más pequeñas y estilizadas y una nueva parrilla que complementaba el conjunto y que ahora se ofrecía en los colores de la carrocería. Los faros traseros solo cambiarían su color amarillo por un tono de gris translúcido, pero reforzado con bombillas de color naranja. 
Las restantes modificaciones se centralizaron en modificar la parrilla delantera. Recién en 1997 se modifica el sector trasero (último retoque a su carrocería), adoptando una tapa de baúl más lisa y con menos nervaduras, así como un conjunto de luces más pequeño en sus dimensiones generales, también rediseñadas. En esta última modificación, se reforman mínimamente los parachoques. También se produjo una versión "pickup" y una furgoneta denominadas ambas como "Fiorino", nombre que anteriormente a su fabricación habían recibido las versiones de carga comercial del Fiat 147. En Venezuela al principio el modelo pickup se llamaba Premio Pickup, más adelante se denominó Fiorino.

## Versiones
Los niveles de equipamiento abarcaban desde versiones básicas ("S") hasta completas ("SCR" y "SCV").
Inicialmente se comercializó en las versiones S, SC, SCV y SD de donde la S era la versión base y la SCV la más completa, que tiempo más tarde sería reemplazada por la SCR la cual agrega tapizados en pana, tablero completo con panel check y Faros antiniebla delanteros. Ya que mantiene su motor tipo 1.580 cm³. potencia 89 CV. Relación compresión 9.2:1. alimentación por carburador weber 32/34 TLDE. Transmisión , tracción delantera. caja manual de 5 marchas y marcha atrás Relaciones 1.ª 4.091:1, 2.ª 2.235:1, 3.ª 1.469:1, 4.ª 1.042:1, 5ta 0.827:1 y MA 3.724:1 puente de tracción 3.764:1  .
La versión SD, era la única diésel por esos años equipando el motor Diésel 1.3 (mismo que equipó el Fiat 147). Luego se incorporó las versiones:  La SDV que era muy similar a la naftera SCV, la SL que era muy similar a las básicas S y SC, la SDL que era muy similar a la naftera SCL y la SDR que era muy similar en equipamiento a la naftera SCR (siendo estas las tope de gama, incorporando desde cierre centralizado, central de información en tablero, aire acondicionado, tapizado en pana y elevalunas delanteros eléctricos) Ambas ahora con el motor diésel 1.7.
En 1995, se modifican las versiones, la SCR se mantiene, pero la SCL pasa a llamarse CL, ahora con menos equipamiento (básicamente se modifican tapizados).
Ya cerca de su final, el Duna discontinuó la versión SCR, que paso a llamarse SX y como una serie de modificaciones perdió el tapizado en pana (ahora en tela común) dejó de incorporar el tablero con tacómetro y check panel (ahora solo indicadores de aguja para temperatura del agua del motor - nivel de combustible en tanque - velocímetro) pero fue el único Duna -con excepción de la edición limitada SCX- que incorporó de serie pintura color carrocería parcial de paragolpes (2/3 inferiores) y espejos. De serie mantuvo aire acondicionado, levatacristales delanteros y cierre centralizado.
También existieron otras versiones fundamentalmente luego de 1995 aunque eran básicamente similares a las ya descritas con otros nombres (por ejemplo CSD, CLD).
Vale destacar que en agosto de 1989 se lanza la versión deportiva SCX. Esta versión agrega 8 CV más de potencia al motor 1.500 agrandando las válvulas de admisión y escapa que equipaba a las demás versiones, por lo que el motor 1,5 de 82 CV pasó a ofrecer 89CV a 5600rpm.
Se fabricaron 500 Fiat Duna SCX con el fin de ser vendidos en el mercado argentino en 7 meses.
El equipamiento de esta versión disponía de:
-Llantas de nuevo diseño
-Faros antiniebla delanteros
-Tapizado con detalles en color rojo similar al del Regatta 2000
-Nuevo diseño de volante
-Alerón trasero
-Spoilers delantero (con faros atninieblas) y trasero
Esta fue la única versión especial que se produjo del Fiat Duna.

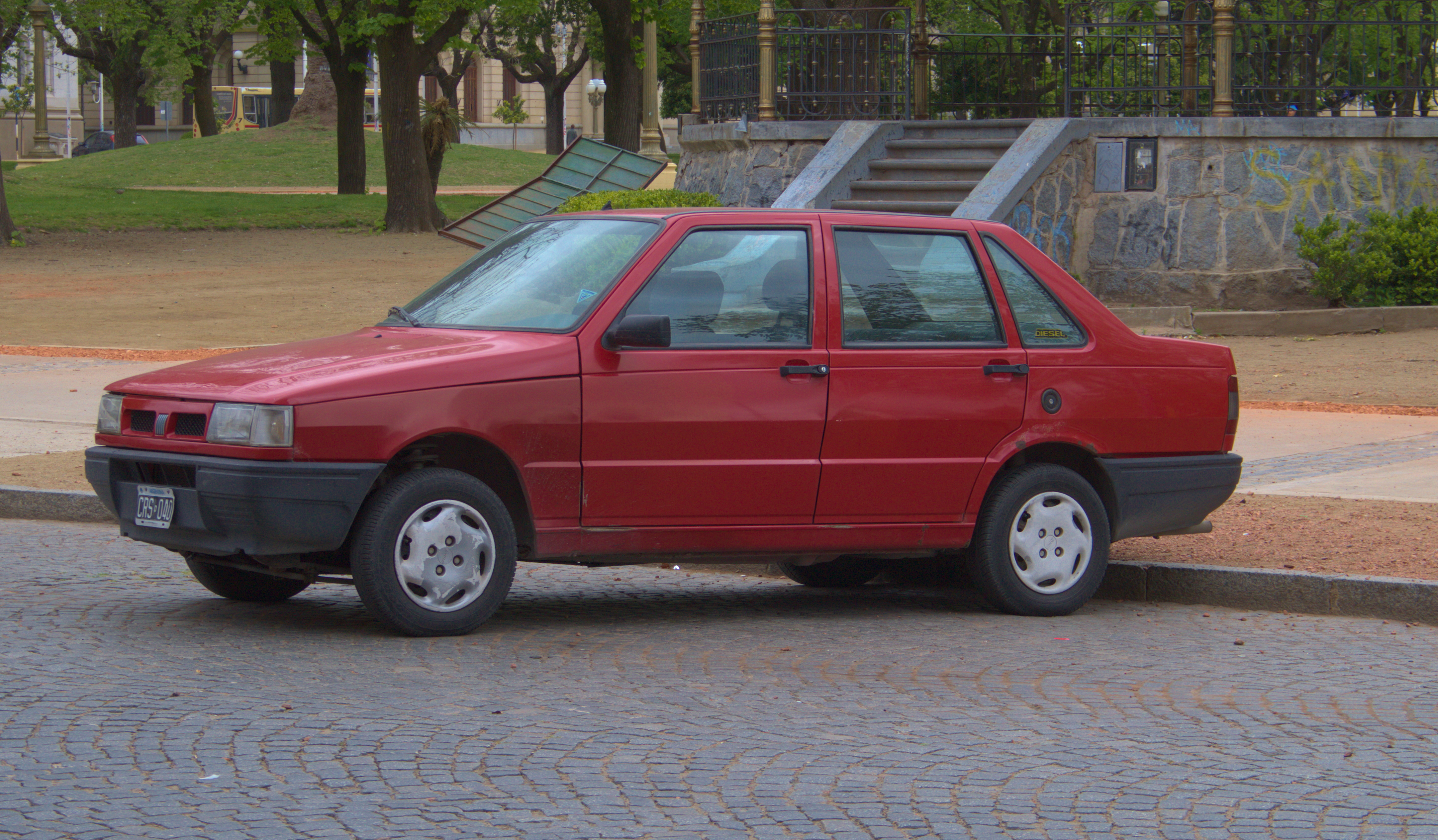
Fiat Duna 4 puertas
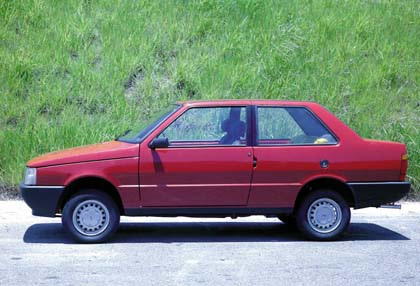
Fiat Duna 2 puertas
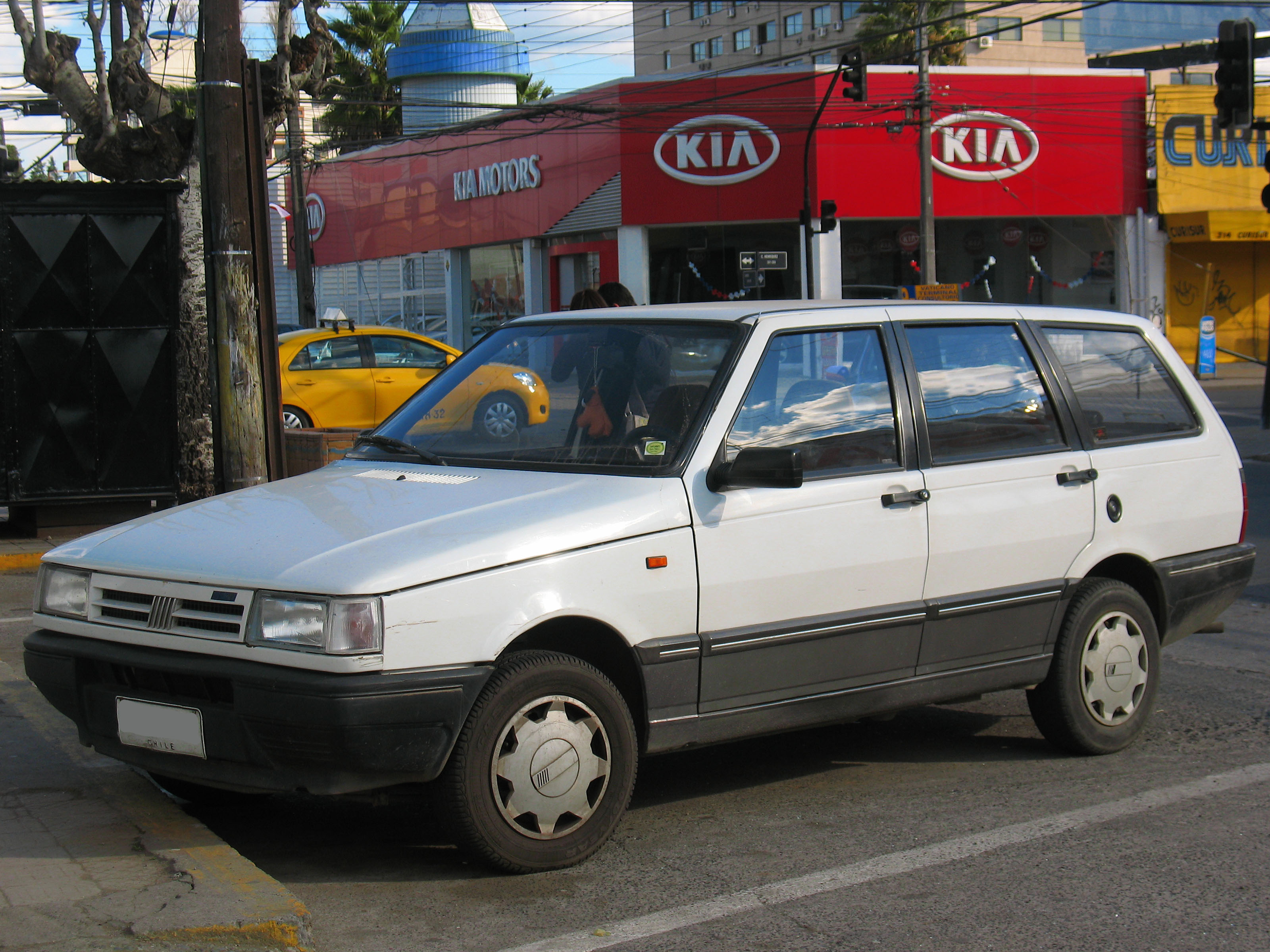
Fiat Duna Weekend
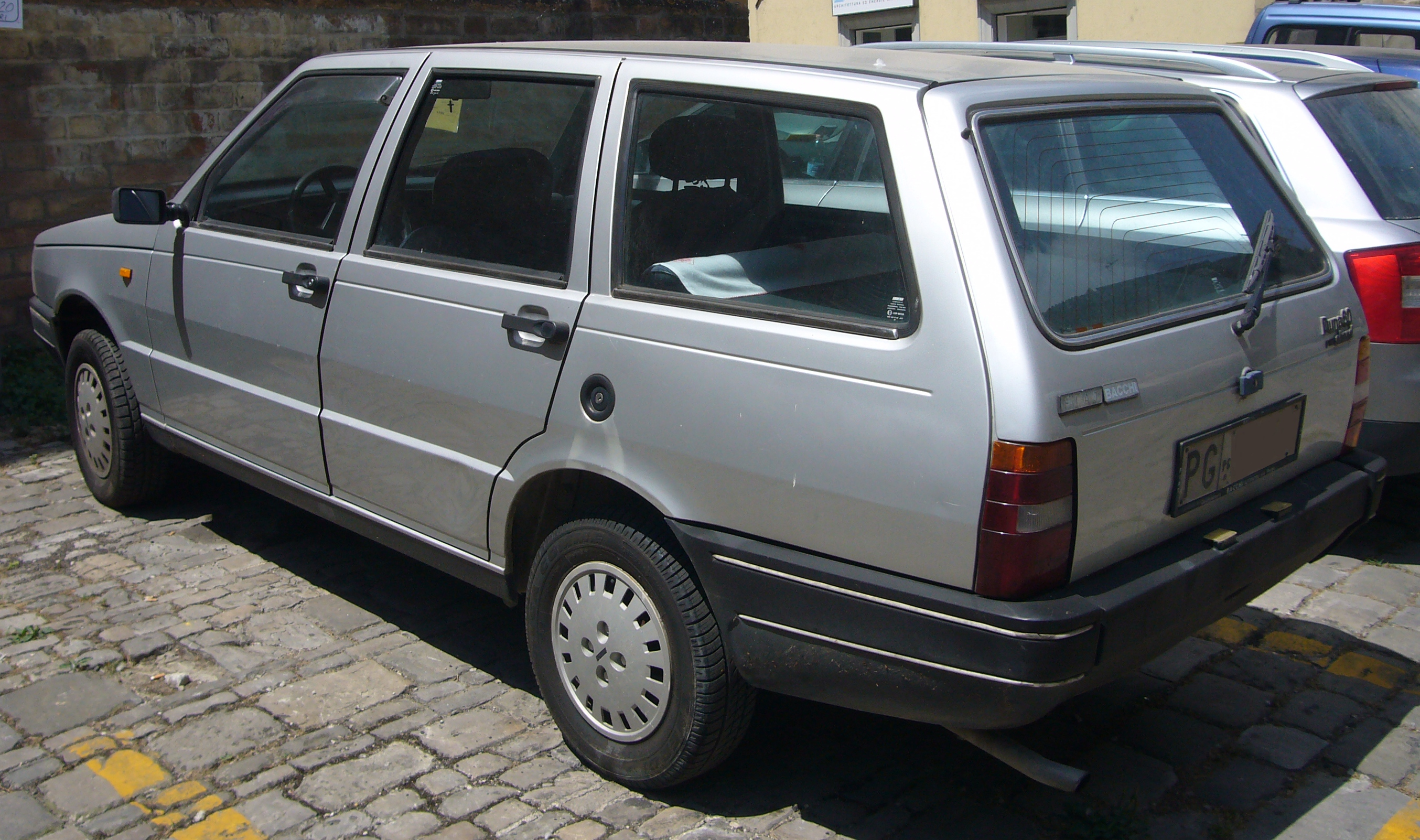
Fiat Duna Weekend

SIGNIFICADO DE ALGUNAS SIGLAS
-Nafteros:
- S: Super
- SC: Super Confort
- SCV: Super Confort Veloce (solo Argentina)
- SCL: Super Confort Lujo
- SCR: Super Confort Racing
- SCX: Super Confort Xtreme

-Diésel:
- SD: Super Diésel
- SDL: Super Diésel Lujo
- SDR: Super Diésel Racing
- SDV: Super Diésel Veloce
- CS Y SX

## Motores
- Nafteros

Inicialmente poseía un 1300 (1301cm3) y un 1500 (1498cm3), ambos nafteros, de 60 cv y 82 cv respectivamente.
El Fiat Duna de fabricación brasileña montó el motor FIASA que en su época también montara el Fiat 147 acoplado a una caja de velocidades manual de cinco marchas originaria de Lancia con esta configuración mecánica fue exportado a países como Uruguay, Venezuela y Colombia.   
Luego incorporó, ya desde 1990 dos nafteros, el Motor Tipo 1.4L (con carburador doble boca) de 1372cm3 y 77cv a 6000 rpm,  y el Motor Tipo 1.6L (con carburador doble boca) de 1580cm3 y 87 cv a 6000 rpm. Ambos con caja Lancia
Y en 1996/1997, se dejó solo el modelo Motor Tipo 1.4L (Con carburador de una boca weber 32 icev) de 1372cm3 y 63CV
- Diésel

Inicialmente, equipó únicamente el 1300cm3 con 42 cv a 5000 rpm.
Luego, incorporó el 1.7L con 60 cv
- GNC[6]

En 1999 Sevel incorporó a la gama Duna, los motores inyección 1.3 multipunto (mpi) de 72cv,1.4 monopunto de 85cv y la versión S con GNC (Equipo: YPF Gas, tecnología Landi Renzo). 
Esto adaptación hecha por Fiat, le permitía traer un práctico indicador de tablero de presión de carga (instrumento de aguja, el mismo que el del tanque de nafta, dependiendo del combustible que se seleccionaba, un detalle interesante: cuando quedaban aproximadamente 20km de autonomía a GNC se encendía una luz de indicación de reserva de combustible) y una boca de carga de GNC en la parte posterior debajo de la óptica trasera izquierda (evitaba tener que abrir el capó cada vez que se necesitaba repostar el combustible, además, la tapa de carga operaba con llave), además de la tecla selectora ubicada en el tablero.
Equipaba el Motor Tipo 1.4L, que funcionando a GNC entregaba 63 cv.

## Prueba de confiabilidad[7]
Entre el 28 de mayo y el 5 de junio de 1989, el Fiat Duna sorteó con éxito una prueba de confiabilidad de la FIA, recorriendo vuelta y vuelta 25.000 kilómetros en el autódromo de Rafaela en 170 horas, 44 minutos y 34 segundos, a una velocidad promedio de 146 km/h. El modelo elegido fue un Fiat Duna SCV con motor de 1.5 litros de cilindrada y 82 cv de potencia máxima.